# Esraa Ahmed
Pour les articles homonymes, voir Ahmed.
Esraa Elsayed Rashed El-Sayed Ahmed (en arabe : إسراء السيد راشد السيد أحمد), née le 21 novembre 1998, est une haltérophile égyptienne.

## Palmarès

### Jeux olympiques
- Jeux olympiques d'été de 2016 à Rio de Janeiro
  - 7e au total olympique dans la catégorie des moins de 63 kg[1]

### Jeux africains
- Jeux africains de 2019 à Rabat
  -  Médaille d'argent au total dans la catégorie des moins de 64 kg
  -  Médaille d'argent à l'arraché dans la catégorie des moins de 64 kg
  -  Médaille de bronze à l'épaulé-jeté dans la catégorie des moins de 64 kg

- Jeux africains de 2015 à Brazzaville
  -  Médaille d'argent au total dans la catégorie des moins de 63 kg

### Championnats d'Afrique
- Championnats d'Afrique 2019 au Caire
  -  Médaille d'or au total dans la catégorie des moins de 64 kg
  -  Médaille d'or à l'arraché dans la catégorie des moins de 64 kg
  -  Médaille d'argent à l'épaulé-jeté dans la catégorie des moins de 64 kg

- Championnats d'Afrique 2015 à Brazzaville[2]
  -  Médaille d'or à l'arraché dans la catégorie des moins de 63 kg
  -  Médaille d'argent au total dans la catégorie des moins de 63 kg
  -  Médaille de bronze à l'épaulé-jeté dans la catégorie des moins de 63 kg

### Jeux méditerranéens
- Jeux méditerranéens de 2013 à Mersin[3]
  -  Médaille d'argent à l'arraché dans la catégorie des moins de 58 kg
  -  Médaille d'argent à l'épaulé-jeté dans la catégorie des moins de 58 kg

### Jeux africains de la jeunesse
- Jeux africains de la jeunesse de 2014 à Gaborone
  -  Médaille d'or à l'arraché dans la catégorie des moins de 63 kg
  -  Médaille d'or à l'épaulé-jeté dans la catégorie des moins de 63 kg
  -  Médaille d'or au total dans la catégorie des moins de 63 kg